# Bjäre tingslag
Bjäre tingslag var mellan 1682 och 1877 ett tingslag i Kristianstads län i Bjäre, Norra och Södra Åsbo häraders domsaga (från 1691). Tingsplats var från tidigt 1800-tal Ängelholm.
Tingslaget bildades 1682 och omfattade Bjäre härad. Tingslaget uppgick 1 januari 1878 i Södra Åsbo och Bjäre domsagas tingslag.